# Počivali u miru
Počivali u miru hrvatska je dramska serija koja je s prikazivanjem krenula 4. siječnja 2013. godine. Tvorci serije su Goran Rukavina i Koraljka Meštrović. Redatelji prve sezone su Kristijan Milić i Goran Rukavina, a glavni scenarist je bio Saša Podgorelec, dok su scenaristi epizoda bili Ivor Martinić, Ivan Turković Krnjak i Marko Hrenović. 

## Radnja

### 1. sezona
Lucija Car (Judita Franković) je mlada i ambiciozna novinarka. Radi na TV-u gdje se želi nametnuti i dokazati da je bolja od svog oca, pokojnog novinara Nikole Cara (Darko Milas). Luciju će zainteresirati reportaža o rušenju zatvora Vukovšćak. Kada otiđe obaviti reportažu, uočit će napušteno zatvorsko groblje. Uz pomoć umirovljenog zatvorskog čuvara Martina Strugara (Miodrag Krivokapić), Lucija će pokušati otkriti sudbine ljudi koji su pokopani na groblju. Tom će si istragom navući za vrat bivšeg UDBAŠA i navodnog mrtvaca Zdenka Jurkovića (Dragan Despot). Dobivat će prijeteće poruke, ali to je neće obeshrabriti već samo učiniti još upornijom i željnijom istine. Tim će se poslom približiti posljednjem slučaju svog oca, ali i ugroziti zaručnika i političara Borisa (Ozren Grabarić). Sve te tužne ljudske sudbine natjerat će Luciju da shvati kako bi mrtvi počivali u miru, a živi moraju platiti visoku cijenu.

### 2. sezona
Nakon Martinove smrti Lucija je veoma potresena i shrvana izdajama bliskih ljudi. Nastavila je raditi na TV-u gdje obavlja banalne i jednostavne reportaže. Glavna urednica Zora (Jelena Miholjević) ju pošalje u Istru gdje treba istražiti misteriozni kult. Međutim Luciju zainteresira tvornica azbesta čiji su zaposlenici redom umirali. Smjesti se u štanciju Križman. Muž vlasnice Marije (Anja Šovagović Despot) počinio je samoubojstvo u isto vrijeme kada je Lucija stigla u grad. Marija je također potomak Histra i predvodnica kulta. U istrazi o tvornici azbesta Luciji će pomoći propala novinarka Ines Polić (Nina Violić). Također će se zaljubiti u inspektora Romana Soršaka (Goran Navojec) koji krije tajnu. Njezin bivši neprijatelj Zdenko Jurković/Mate Šušnjara (Dragan Despot) se nalazi u zatvoru odakle čeka priliku za bijeg.

### 3. sezona
Nakon tragedije u Istri prošlo je nekoliko godina. Lucija se povukla iz novinarstva u arhivu televizije. Psihički je loše pa zbog toga odlazi kod psihijatra i trenira boks. Mate Šušnjara (Dragan Despot) se je zato vrijeme krio u planinama, ali nakon sestrine smrti je odlučio osvetiti se svima koji su mu uništili život. Trebat će mu Lucijina pomoć pa joj ponudi partnerstvo i istinu o smrti pripadnika zagrebačke zlatne mladeži. Zadnja smrt je pogodila obitelj generala Koretića (Dejan Aćimović). U otkrivanju istine Luciji će pomagati bivši novinar Kosta Mandić (Danko Ljuština) i propali boksač Miki (Slavko Štimac). Oni su jedine osobe kojima Mate vjeruje. Ovog puta ulozi su se povisili, a istina bi sve mogla doći glave i uništiti zagrebački mafijaški lanac.

## Pregled serije
| Sezona | Epizoda | Datum              | Datum            |
| Sezona | Epizoda | Premijera          | Finale           |
| ------ | ------- | ------------------ | ---------------- |
| 1      | 12      | 4. siječnja 2013.  | 22. ožujka 2013. |
| 2      | 10      | 23. ožujka 2015.   | 7. travnja 2015. |
| 3      | 10      | 15. siječnja 2018. | 19. ožujka 2018. |

## Glumačka postava

### Glavna glumačka postava
| Glumac/ica            | Lik                           |
| --------------------- | ----------------------------- |
| Judita Franković      | Lucija Car                    |
| Miodrag Krivokapić    | Martin Strugar                |
| Dragan Despot         | Mate Šušnjara/Zdenko Jurković |
| Nina Violić           | Ines Polić                    |
| Danko Ljuština        | Kosta Mandić                  |
| Anja Šovagović Despot | Marija Križman                |
| Goran Navojec         | Romano Soršak                 |
| Jelena Miholjević     | Zora Agnezi                   |
| Luka Dragić           | Željko Ban                    |
| Boris Cavazza         | Bruno Vilinski                |
| Daria Lorenci         | Franka Pavić                  |
| Bruna Bebić Tudor     | Danica Hreljak                |
| Boris Svrtan          | Zdeslav Tokić                 |
| Ozren Grabarić        | Boris Drobnjak                |
| Ivan Ožegović         | Goran Car                     |
| Hrvoje Kečkeš         | Ivan Tabak                    |
| Bojan Navojec         | Mauro Peroja                  |
| Jernej Šugman         | Zoltan Barath                 |
| Helena Minić Matanić  | Kata Barath                   |
| Dejan Aćimović        | General Koretić               |
| Mladen Vulić          | Sep                           |
| Tena Nemet Brankov    | Buga Koretić                  |
| Zijad Gračić          | Branko Ilović                 |
| Katarina Strahinić    | Nevena Bedrica                |